# Armia „Podole”
Armia "Podole" – jedna z armii wojska II RP, której powstanie przewidywał polski plan obronny przygotowywany na wypadek wojny z Związek Socjalistycznych Republik Radzieckich.
Inspektorem armii był gen. Kazimierz Fabrycy, przewidywany na dowódcę tej armii. 
W jej skład miało wejść pięć dywizji piechoty i dwie brygady kawalerii – miała bronić pasa o szerokości 180 km od granicy z Rumunią do miejscowości Dederkały.